# Examencommissie (Nederland)
Een examencommissie is een commissie aan een onderwijsinstelling die vaststelt of een leerling voldoet aan de voorwaarden voor het verkrijgen van een diploma.
De commissie toetst het vakkenpakket van leerlingen aan de eindtermen van de opleiding, controleert de zwaarte van de tentamens en toetsen, en bepaalt de criteria voor het behalen van een examen en het afgeven van een diploma. Ook bepaalt een examencommissie of een leerling vrijstellingen voor bepaalde vakken kan krijgen, bijvoorbeeld op basis van werkervaring of elders behaalde tentamens. Bij opleidingen waarbij bijzondere eisen zoals een bindend studieadvies gelden, besluit de examencommissie of een leerling hieraan voldoet.

## Cijferinflatie
Een onafhankelijke examencommissie wordt gezien als een belangrijk middel om cijferinflatie - het in de loop van de jaren met een hoger rapportcijfer waarderen van dezelfde prestaties - in bedwang te houden. In verschillende gevallen komen docenten en opleidingen in de verleiding om cijfers op te hogen om zodoende de slagingspercentages te verhogen. Het nadelige effect hiervan is dat reeds behaalde hoge cijfers en uitgereikte diploma's minder waardevol worden, omdat ze nu met geringere inspanning behaald kunnen worden. De examencommissie kan maatregelen nemen om dit tegen te gaan, bijvoorbeeld het vergelijken van tentamens en toetsen met voorgaande jaren, het aanspreken van docenten die plotseling hogere cijfers geven, of zelfs het scheiden van de taak van docent en examinator.

## Hoger onderwijs
In het Nederlands hoger onderwijs zijn de bevoegdheden en taken van een examencommissie vastgelegd in de Wet op het hoger onderwijs en wetenschappelijk onderzoek. Daarin is gesteld dat er per opleiding of groep van opleidingen aan een instelling een examencommissie moet zijn. Een universiteit heeft als gevolg daarvan meestal tientallen examencommissies, elk verantwoordelijk voor het eigen vakgebied. De examencommissie bestaat uit deskundigen, bijvoorbeeld vakdocenten en hoogleraren, die goed bekend zijn met de eindtermen van de opleiding en de zwaarte van toetsen goed kunnen inschatten.

## Voortgezet Onderwijs
De centrale examens in het voortgezet onderwijs in Nederland vallen onder de verantwoordelijkheid van een landelijke examencommissie, het College voor Examens.